# О’Коннор (Канберра)

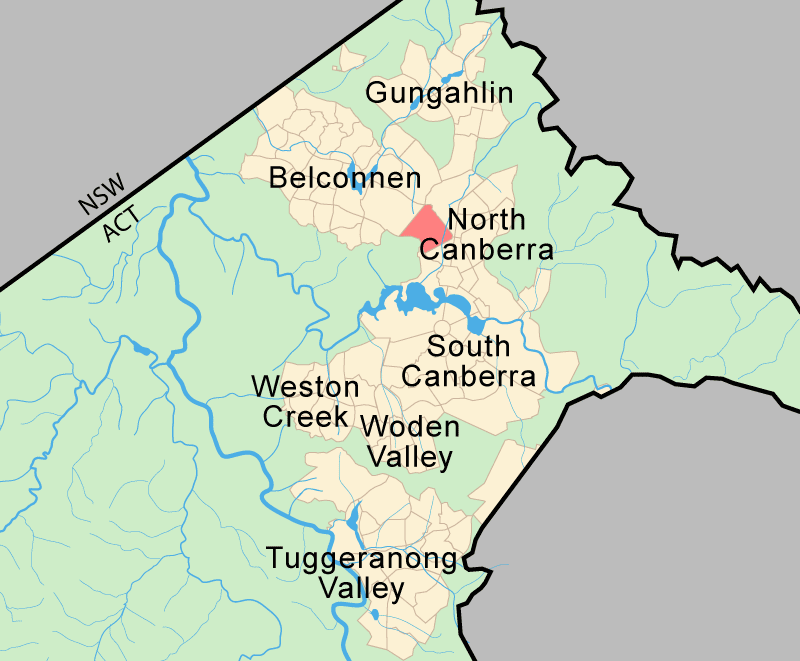
Расположение района О’Коннор

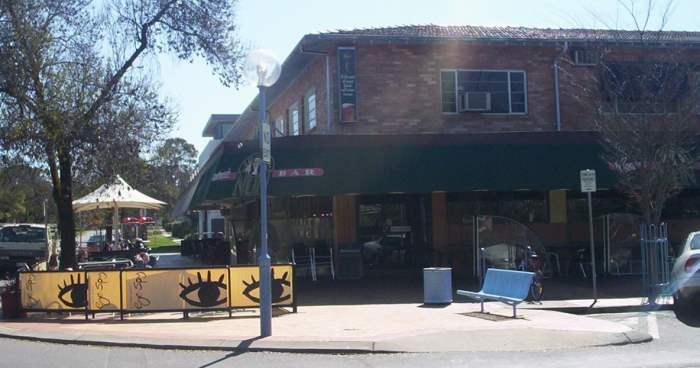
Торговый центр O'Коннор с пабом Олл Бар Нун на первом этаже

О’Коннор (англ. O'Connor) — район в округе Северная Канберра города Канберра, столицы Австралии. Основан 20 сентября 1928 года. Почтовый индекс 2602. Население О’Коннора по данным переписи 2006 года составляет 4 911 человек. В районе насчитывается 2 221 частное домовладение.

## Этимология названия
Район назван в честь Ричарда Эдварда О’Коннора (1851—1912), судьи Высокого суда и одного из авторов Конституции Австралии. Улицы района названы в честь путешественников, первооткрывателей и законодателей, а также носят названия австралийских растений.

## География
О’Коннор ограничен улицами Уоттл и Дэвид и включает природный заказник Брюс/О’Коннор, холмистый лесной участок, лежащий между жилыми кварталами района О’Коннор и Австралийским институтом спорта в районе Брюс.

## Достопримечательности
Англиканская церковь святого Филиппа была посвящена в 1961 году и освящена в 1981 году.
О’Коннор Ридж — большой участок леса, использующийся для пеших и велосипедных прогулок и являющийся частью Природного парка Канберра.
В О’Конноре имеется небольшой торговый центр, где расположены бар и ресторан «Олл Бар Нун», закусочная «Флэт Хеадс», небольшой супермаркет, парикмахерская, велосипедный магазин, аптека, итальянский ресторан «Маринеттис» и вьетнамский ресторан «Тудо». Через дорогу находятся канберрское отделение Альянс Франсез, Хорватский клуб и Польский клуб.
В центральной части О’Коннора есть несколько тупиков, в которых находятся так называемые дома Токумвал. Они представляют собой включённые в список исторического наследия бывшие государственные здания, перевезённые сюда после Второй мировой войны с авиабазы Токумвал, чтобы восполнить нехватку жилых домов в Канберре в 1950-х годах.

## Образование
В О’Конноре расположены кооперативная школа О’Коннор (государственная) и начальная школа святого Джозефа (католическая).

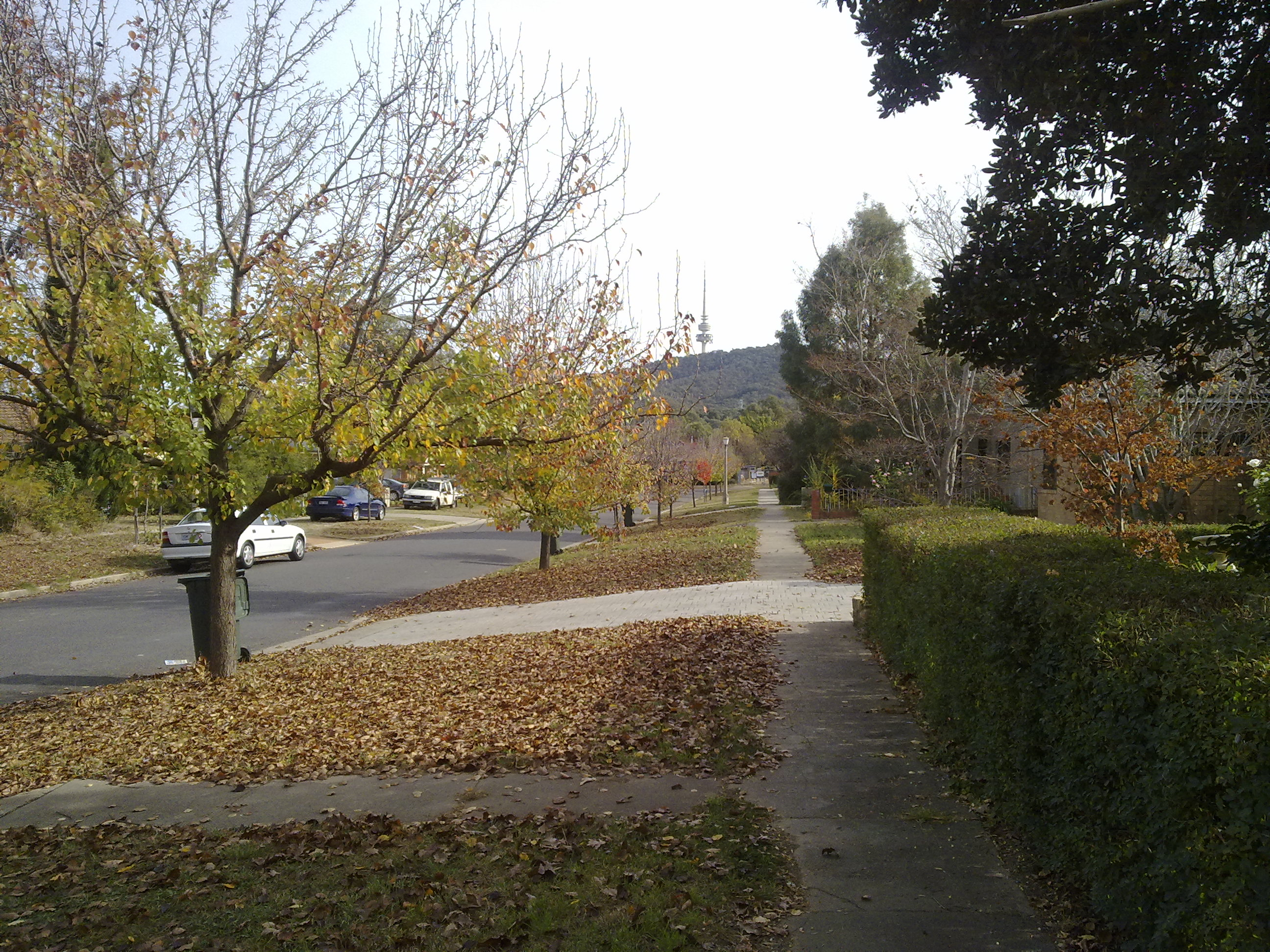
Блэк Маунтин, вид с улицы Хардман, район О’Коннор

## Спорт
Стадионы районных игровых полей О’Коннора предоставляют возможности игры в футбол, регби и крикет.